# Homeland (Geòrgia)
Homeland és una població dels Estats Units a l'estat de Geòrgia. Segons el cens del 2000 tenia 765 habitants.

## Demografia
Segons el cens del 2000, Homeland tenia 765 habitants, 282 habitatges, i 201 famílies. La densitat de població era de 114,5 habitants/km².
Dels 282 habitatges en un 35,1% hi vivien nens de menys de 18 anys, en un 50% hi vivien parelles casades, en un 16% dones solteres, i en un 28,7% no eren unitats familiars. En el 26,6% dels habitatges hi vivien persones soles el 9,9% de les quals corresponia a persones de 65 anys o més que vivien soles. El nombre mitjà de persones vivint en cada habitatge era de 2,71 i el nombre mitjà de persones que vivien en cada família era de 3,26.
Per edats la població es repartia de la següent manera: un 31,4% tenia menys de 18 anys, un 8,9% entre 18 i 24, un 26,9% entre 25 i 44, un 21,8% de 45 a 60 i un 11% 65 anys o més.
L'edat mediana era de 33 anys. Per cada 100 dones de 18 o més anys hi havia 86,2 homes.
La renda mediana per habitatge era de 24.722 $ i la renda mediana per família de 30.417 $. Els homes tenien una renda mediana de 24.432 $ mentre que les dones 20.089 $. La renda per capita de la població era d'11.980 $. Entorn del 19,2% de les famílies i el 23,4% de la població estaven per davall del llindar de pobresa.

## Poblacions més properes
El següent diagrama mostra les poblacions més properes.